# Radovanci
Radovanci is een plaats in de gemeente Velika in de Kroatische provincie Požega-Slavonië. De plaats telt 517 inwoners (2001).